# Antigua Iglesia del Oriente
La Antigua Iglesia del Oriente (en siríaco: ܥܕܬܐ ܥܬܝܩܬܐ ܕܡܕܢܚܐ, romanizado: ʿĒdtā ʿAttiqtā ḏMaḏnḥāes) es una rama de la Iglesia del Oriente, separada de la Iglesia asiria del Oriente por el descontento con la sucesión hereditaria del patriarca y la adopción del calendario gregoriano en 1964.
Es una Iglesia tribal asiria, ya que casi todos sus miembros son de la tribu del Bajo Tyari. La Iglesia tiene 4 metropolitanos en Kirkuk, Mosul y Norte de Irak, Siria y en Europa y dos obispos, uno en Estados Unidos y Canadá y el otro en Australia y Nueva Zelanda. Para 2022 contaba con unos 70 000 fieles.

## Historia
El cisma de la antigua Iglesia del Oriente se consumó en 1969 luego de que Tomás Darmo, metropolitano de Trichur, India, se mudara a Bagdad y nombrara tres obispos que lo eligieron patriarca, en oposición al patriarca Shimun XXIII, quien había salido de Irak en 1933 y se encontraba exiliado en Estados Unidos.
En febrero de 1970, varios meses después de la muerte de Tomás Darmo, fue elegido como patriarca Addai Gewargis, nacido el 1 de agosto de 1948, quien tomó el nombre de Addai II. El patriarca fue consagrado el 20 de febrero de 1972 y ocupó la sede patriarcal en Bagdad, Irak, hasta su muerte el 11 de febrero de 2022. Durante su patriarcado mejoraron las relaciones con la Iglesia asiria del Oriente y desaparecieron de hecho los factores que habían conducido al cisma.
Tras la muerte de Addai II, se anunció un encuentro en Chicago, EE. UU., con jerarcas de la Iglesia asiria del Oriente para una posible reunificación, las reuniones entre las delegaciones de ambas comunidades eclesiales dieron inicio el 9 de mayo de 2022. El intento de reunificación fracasó, entre otras cosas, porque no se logró un calendario litúrgico común  y la composición de las respectivas jerarquías en un único cuerpo episcopal; así, el Santo Sínodo se reunió entre el 30 de mayo y el 1 de junio elegiendo como patriarca a Yakoob Danil, cuya consagración tendría lugar el 19 de agosto; sin embargo, el 13 de agosto anunció su renuncia sin haber tomado posesión aún como patriarca-catolicós. El 12 de noviembre de 2022 se reunió nuevamente el sínodo en Chicago y eligió al patriarca Gewargis III Younan, cuya consagración se celebró en Bagdad el 9 de junio de 2023.

## Lista de patriarcas-catolicós desde el cisma de 1968
- Tomás Darmo (1969-1970)
- Addai II Giwargis (1972-2022)
- Georges III Younan (desde 2023)